# Ромео Савић
Ромео Савић (Београд, 1970 — Београд, 8. новембар 1994) је био српски криминалац који је умро под неразјашњеним околностима у 24. години живота. Интервјуисан је у култном документарном филму Видимо се у читуљи.

## Биографија
Био је пореклом са Вождовца и пријатељ са криминалцем Александром Кнежевићом Кнелетом. Диловао је дрогу, коју је по речима сарадника, наводно отимао само дилерима који су сарађивали са полицијом. Оптужио је јавно неке полицајце у септембру 1994., и преминуо два месеца касније, што је довело до сумње у званичну верзију његове смрти. По налазима обдукције умро је после испијања таблета које су требале да неутралишу дејство кокаина. Нађен је испред своје куће након што је претходне ноћи отишао да се види са девојком која му је послала поруку на пејџер.  Памти се по изјави да није криминалац, и да ради то што ради јер мора. Називан је краљем београдског подземља и био је припадник Вождовачког клана.
Сахрањен је на Топчидерском гробљу у истом реду као и други криминалци из његовог клана Горан Вуковић и Бојан Боки Бановић. Поред новинара Војислава Туфегџића и Александра Кнежевића који су радили на филму "Видимо се у читуљи", о Ромеу је писао и Марко Лопушина у својим публицистичким књигама о организованом криминалу, посебно у књизи Сачекуша крваво срце Београда.